# Stadtbibliothek Solingen
Die Stadtbibliothek Solingen ist die kommunale Bibliothek der bergischen Großstadt Solingen. Sie befindet sich im Emil-Kronenberg-Haus, einem Teilbau des Einkaufszentrums Clemens-Galerien, und verfügt über etwa 140.000 Medieneinheiten. Die Bibliothek ist als Stadtdienst (Amt) in die Solinger Stadtverwaltung eingegliedert und wird von Heike Pflugner geleitet.

## Geschichte

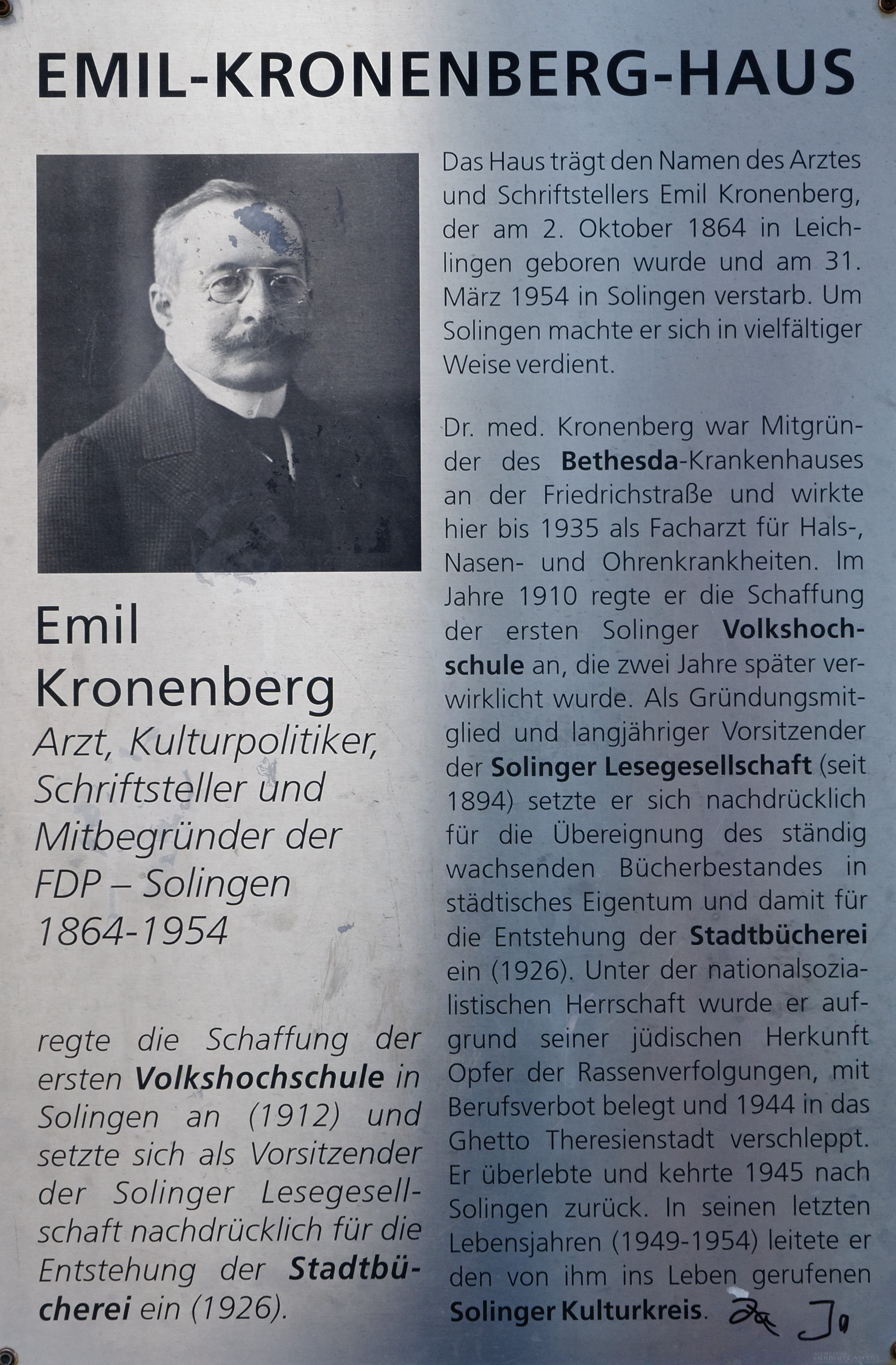
Informationstafel am Emil-Kronenberg-Haus, dem Standort der Stadtbibliothek seit dem Jahr 2000

Die Solinger Stadtbücherei entstand Mitte der 1920er Jahre durch private Initiative aus der Solinger Bürgerschaft. Zuvor gab es Dutzende private Lesevereine wie der Kotter oder der Weeger Leseverein, die im Arbeitermilieu des Solinger Industriegebietes eine lange Tradition hatten, die sich bis Anfang des 19. Jahrhunderts zurückverfolgen lässt. Die 1893 gegründete Solinger Lesegesellschaft unter Vorsitz des Solinger Landrats Friedrich Dönhoff unternahm mehrfach den Versuch, Oberbürgermeister August Dicke von der Einrichtung einer öffentlichen Bibliothek zu überzeugen, was jedoch misslang. Erst der Solinger Arzt Emil Kronenberg hatte 1926 als Vorsitzender der Lesegesellschaft Erfolg, den wachsenden Bücherbestand in kommunale Hand zu übereignen. So kam es schließlich am 27. Januar 1926 zur Gründung der Solinger Stadtbücherei.:173f.
Die Bibliothek nahm ihren Betrieb 1926 in einem ehemaligen Schulgebäude an der Schulstraße (heute Graf-Engelbert-Straße) auf. Im ersten Jahr kam es bei einem Bestand von 12.000 Büchern bereits zu 37.000 Entleihungen. Nach dem Zusammenschluss Solingens mit den Nachbarstädten Gräfrath, Wald, Höhscheid und Ohligs im Jahr 1929 wurden die dortigen Bibliotheken zu Außenstellen der Solinger Stadtbücherei. Der Bücherbestand wuchs bis 1939 auf rund 48.000. Bei den Luftangriffen auf Solingen im November 1944 wurden das Gebäude der Hauptstelle völlig zerstört und viele Bücher vernichtet. 1946 nahm die Bücherei ihren Betrieb vorläufig in der Aula der Fachschule für Metallgestaltung wieder auf. 1951 erfolgte der Umzug in ein ehemaliges Gebäude der Stadt-Sparkasse Solingen an der Graf-Engelbert-Straße 23/25 (inzwischen abgerissen).:175f.
Die Stadtbücherei expandierte in der Nachkriegszeit etwa durch Übernahme der Bibliothek der Solinger Krankenanstalten. Ab Mitte der 1970er Jahre verschlechterte sich die Finanzlage der Stadt Solingen jedoch, zahlreiche Angebote der Bibliothek wurden eingeschränkt und die meisten Zweigstellen geschlossen. Lediglich die Zweigstellen in Wald und Ohligs blieben zunächst erhalten.:176
Den Bau des Einkaufszentrums Clemens-Galerien am Mühlenplatz unterstützte die Stadt Solingen mit finanziellen Mitteln und der Zusage, 6500 m² Fläche des Einkaufszentrums selbst zu nutzen. In einen dreigeschossigen Teilbau des Einkaufszentrums bot sich die Chance, das Angebot der Stadtbibliothek an einem großen Standort zu zentralisieren. Ebenfalls in das Gebäude zog die Volkshochschule ein. Das Einkaufszentrum mit dem neuen Standort der Stadtbibliothek wurde am 27. April 2000 eröffnet, im Gegenzug wurden die Zweigstellen in Wald und Ohligs geschlossen. Der von der Bibliothek und der Volkshochschule genutzte Gebäudeteil erhielt den Namen Emil-Kronenberg-Haus in Gedenken an den Gründervater der Bibliothek.:76
Die Leitung der Bibliothek übernahm im Jahr 2020 Heike Pflugner, die auf Sylvia Heinrichs-Reinshagen folgte.

## Medien und digitales Angebot
Die Stadtbibliothek Solingen bietet an ihrem Standort in den Clemens-Galerien ein Medienangebot auf drei Etagen sowie einen Lesegarten auf dem Dach des Gebäudes. Das Vor-Ort-Angebot umfasst eine Kinder- und Jugend- sowie eine Erwachsenenbibliothek. Im Erdgeschoss befindet sich zudem ein Internetcafé mit 14 Computerarbeitsplätzen.

### Medienangebot
Das Medienangebot der Stadtbibliothek Solingen umfasst rund 140.000 Medien der folgenden Kategorien:
- Printmedien: Bücher, Zeitungen, Zeitschriften und Comics
- audiovisuelle Medien: CDs, CD-ROMs, Blu-Rays, DVDs, Konsolenspiele, Bücher, Zeitungen, Zeitschriften, Comics

### Bergisch eMedien

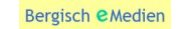
Bergisch eMedien

In Kooperation mit den öffentlichen Bibliotheken der Städte Wuppertal und Remscheid bietet die Stadtbibliothek Solingen die digitale Ausleihplattform Bergisch eMedien an. Über die Homepage oder über die Onleihe-App können digitale Medien wie E-Books, digitale Zeitungen und Zeitschriften, Hörbücher oder Videos ausgeliehen und direkt auf mobile Endgeräte heruntergeladen werden. 

### BergischBib

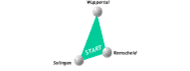
BergischBib

Über das digitale Angebot BergischBib erhalten die Nutzer Zugriff auf die Bestandsnachweise der vier größten Bibliotheken des Bergischen Städtedreiecks. Der Suchraum kann auf Nordrhein-Westfalen, ganz Deutschland oder internationale Bibliothekskataloge erweitert werden. Zusätzlich können kostenfreie und von den beteiligten Bibliotheken lizenzierte Literatur- und Volltextdatenbanken, Nachschlagewerke, geprüfte Internetquellen etc. in die Literatur- und Informationsrecherche mit einbezogen werden. In der Bibliothek vor Ort nicht vorhandene Medien können direkt am Bildschirm über die Fernleihe online bestellt werden. Das Bibliotheksportal BergischBib wird in Kooperation mit der Stadtbücherei Wuppertal, der öffentlichen Bibliothek der Stadt Remscheid und der Universitätsbibliothek Wuppertal betrieben.

## Freundeskreis
Im November 1999 wurde der Freundeskreis der Stadtbibliothek e.V. als gemeinnütziger Verein gegründet, um den Medienbestand und die Ausstattung der Stadtbibliothek Solingen zu verbessern. Er hat seinen Sitz an der Kuller Straße 2 am Schlagbaum.